# Dusona villosa
Dusona villosa là một loài tò vò trong họ Ichneumonidae.